# Horst Zeinz
Horst Maximilian Zeinz (* 1. Dezember 1965 in Weiden in der Oberpfalz) ist ein deutscher Erziehungswissenschaftler und Bildungsforscher sowie Professor an der Universität Münster.

## Leben
Von 1989 bis 1992 studierte er das Lehramt für Grundschulen an der Universität Regensburg (erstes Staatsexamen). Von 1992 bis 1994 war er Lehramtsanwärter (Landkreis Neustadt/Waldnaab, zweites Staatsexamen). Anschließend arbeitete er als Lehrkraft an Grund- und Hauptschulen. Nach der Promotion (2003–2006) bei Annette Scheunpflug und Olaf Köller an der Friedrich-Alexander-Universität Erlangen-Nürnberg ist er seit 2012 Professor für Erziehungswissenschaft mit dem Schwerpunkt Pädagogik der Grundschule an der Universität Münster.
Seine Arbeitsgebiete sind die empirische (Grund-)schulforschung mit Fokus auf die Optimierung von Lehr-/Lernprozessen; die Professionalisierung von Lehrkräften und Pädagogische Begleitforschung (Schulentwicklung) sowie Forschung zu den Bereichen Digitalisierung, Werteerziehung und Umwelterziehung / Bildung für nachhaltige Entwicklung im schulischen Kontext.

## Mitgliedschaften
- Mitglied der American Educational Research Association (AERA)
- Mitglied der Deutschen Gesellschaft für Erziehungswissenschaft (DGfE)
- Mitglied der European Educational Research Association (EERA)
- Mitglied der Arbeitsgruppe für Empirische Pädagogische Forschung (AEPF)
- Mitglied der European Japan Experts Association (EJEA)

## Publikationen (Auswahl)
Horst Zeinz publiziert in zahlreichen nationalen und internationalen Fachzeitschriften.
- Schulische Selbstkonzepte und soziale Vergleiche in der Grundschule. Welche Rolle spielt die Einführung von Schulnoten?. 2006.
- mit Annette Scheunpflug und Ulrike Stadler-Altmann: Bestärken und fördern. Wege zu einer veränderten Lernkultur in der Sekundarstufe I. Erarbeitet und erprobt im Modellversuch KOMPASS – Kompetenz aus Stärke und Selbstbewusstsein. Seelze 2012, ISBN 978-3-7800-1096-4.